# 아일랜드 데프 잼 뮤직 그룹
아일랜드 데프 잼 뮤직 그룹(The Island Def Jam Music Group)은 미국에 본사를 둔 유니버설 뮤직 산하의 음반사 그룹이다. 1999년에 아일랜드 레코드와 데프 잼이 합병하여 설립되었다. 현재 전 세계적으로 400명 이상의 아티스트와 계약을 맺고 있으며 또한 경영 통합으로 잠시 사용되지 않았던 레이블인 머큐리 레코드의 저작권 자산도 계승하고 있다. 그룹 산하에는 현재에도 아일랜드 레코드와 데프 잼의 각각의 레이블 이름으로 출시하고 있다. 2011년에는 유니버설 모타운 리퍼블릭 그룹 산하에 있던 모타운 레코드이 리퍼블릭 그룹에서 아일랜드 데프 잼 뮤직 그룹 산하로 바뀌었다.